# Les Pontins
Les Pontins ist ein Pass im Schweizer Jura im Kanton Bern. Er befindet sich zwischen den Orten Saint-Imier und Le Pâquier, die Passhöhe liegt auf 1110 m ü. M.